# Майдан-Сурговський
Майдан-Сурговський (пол. Majdan Surhowski) — село в Польщі, у гміні Красничин Красноставського повіту Люблінського воєводства.
Населення — 175 осіб (2011).
У 1975-1998 роках село належало до Холмського воєводства.

## Демографія
Демографічна структура станом на 31 березня 2011 року:
|          | Загалом | Допрацездатний вік | Працездатний вік | Постпрацездатний вік |
| -------- | ------- | ------------------ | ---------------- | -------------------- |
| Чоловіки | 84      | 18                 | 43               | 23                   |
| Жінки    | 91      | 16                 | 35               | 40                   |
| Разом    | 175     | 34                 | 78               | 63                   |